# Justicia hansenii
Justicia hansenii är en akantusväxtart som beskrevs av Rueangs. och Chantar.. Justicia hansenii ingår i släktet Justicia och familjen akantusväxter. Inga underarter finns listade i Catalogue of Life.